# ITF Figueira da Foz
Das ITF Figueira da Foz ist ein Tennisturnier der ITF Women’s World Tennis Tour, das in Figueira da Foz ausgetragen wird. Veranstaltungsort des Turniers ist der Tennis Club da Figueira da Foz.

## Geschichte

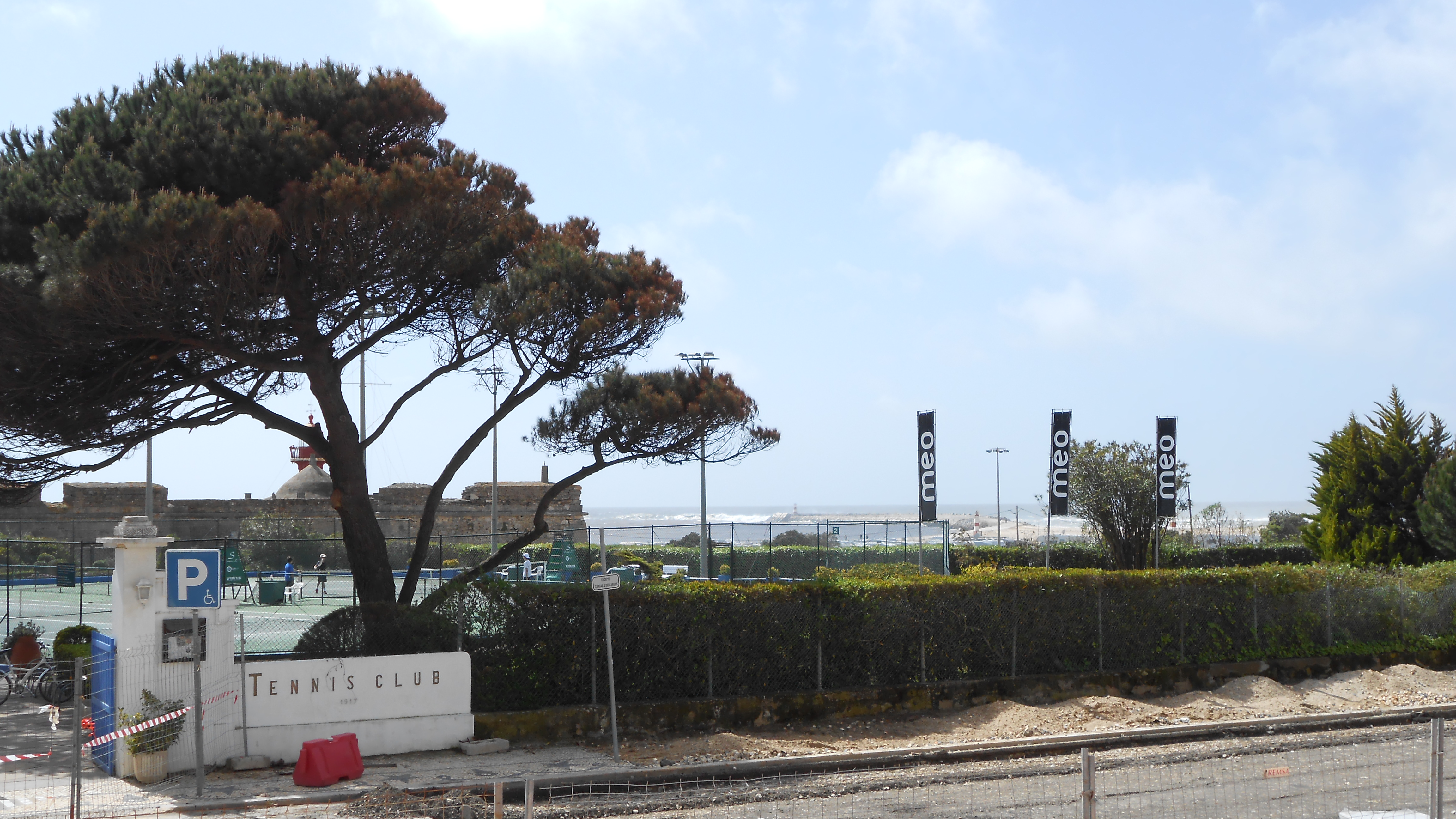
Der Tennis Club da Figueira da Foz, Austragungsort des ITF Figueira da Foz

Offizielle Namen der Turniere bis heute:
- 2017–2018: Figueira da Foz Ladies Open
- 2019–: Figueira da Foz International Ladies Open

## Siegerliste

### Einzel
| Jahr | Kategorie | Siegerin                | Finalgegnerin         | Ergebnis        |
| ---- | --------- | ----------------------- | --------------------- | --------------- |
| 2017 | $25.000+H | María Teresa Torró Flor | Sarah-Rebecca Sekulic | 6:4, 6:2        |
| 2018 | $25.000+H | Jessika Ponchet         | Eva Guerrero Álvarez  | 7:64, 6:2       |
| 2019 | W25+H     | İpek Soylu              | Katherine Sebov       | 6:72, 7:65, 6:3 |
| 2020 | W25+H     | Clara Tauson            | Maia Lumsden          | 6:3, 6:3        |
| 2021 | W25+H     | Tessah Andrianjafitrimo | Jessika Ponchet       | 6:73, 6:1, 6:0  |
| 2022 | W25+H     | Jamie Loeb              | Kimberly Birrell      | 7:5, 6:4        |
| 2023 | W100      | Alina Kornejewa         | Carole Monnet         | 6:0, 6:0        |
| 2024 | W100      | Anastassija Sacharowa   | Kristina Mladenovic   | 6:2, 6:1        |

### Doppel
| Jahr | Kategorie | Siegerinnen                                | Finalgegnerinnen                         | Ergebnis          |
| ---- | --------- | ------------------------------------------ | ---------------------------------------- | ----------------- |
| 2017 | $25.000+H | Ayla Aksu Raluca Șerban                    | María Herazo González Victoria Rodríguez | 6:4, 6:1          |
| 2018 | $25.000+H | Yvonne Cavalle-Reimers Andrea Gámiz        | Swjatlana Piraschenka Jessika Ponchet    | 6:2, 7:5          |
| 2019 | W25+H     | Francisca Jorge Olga Parres Azcoitia       | Laura Pigossi Moyuka Uchijima            | 6:4, 4:6, [11:9]  |
| 2020 | W25+H     | Ingrid Gamarra Martins Beatriz Haddad Maia | Jacqueline Cabaj Awad Inês Murta         | 7:5, 6:1          |
| 2021 | W25+H     | Alicia Barnett Olivia Nicholls             | Berfu Cengiz Anastassija Tichonowa       | 6:3, 7:63         |
| 2022 | W25+H     | Alexandra Bozovic Francisca Jorge          | Lee Pei-chi Wu Fang-hsien                | 6:2, 3:6, [12:10] |
| 2023 | W100      | Eudice Chong Arianne Hartono               | Alina Kornejewa Anastassija Tichonowa    | 6:3, 6:2          |
| 2024 | W100      | Sayaka Ishii Naho Satō                     | Madeleine Brooks Sarah Beth Grey         | 7:61, 7:5         |

## Quelle
- ITF Homepage